# 旧约圣经

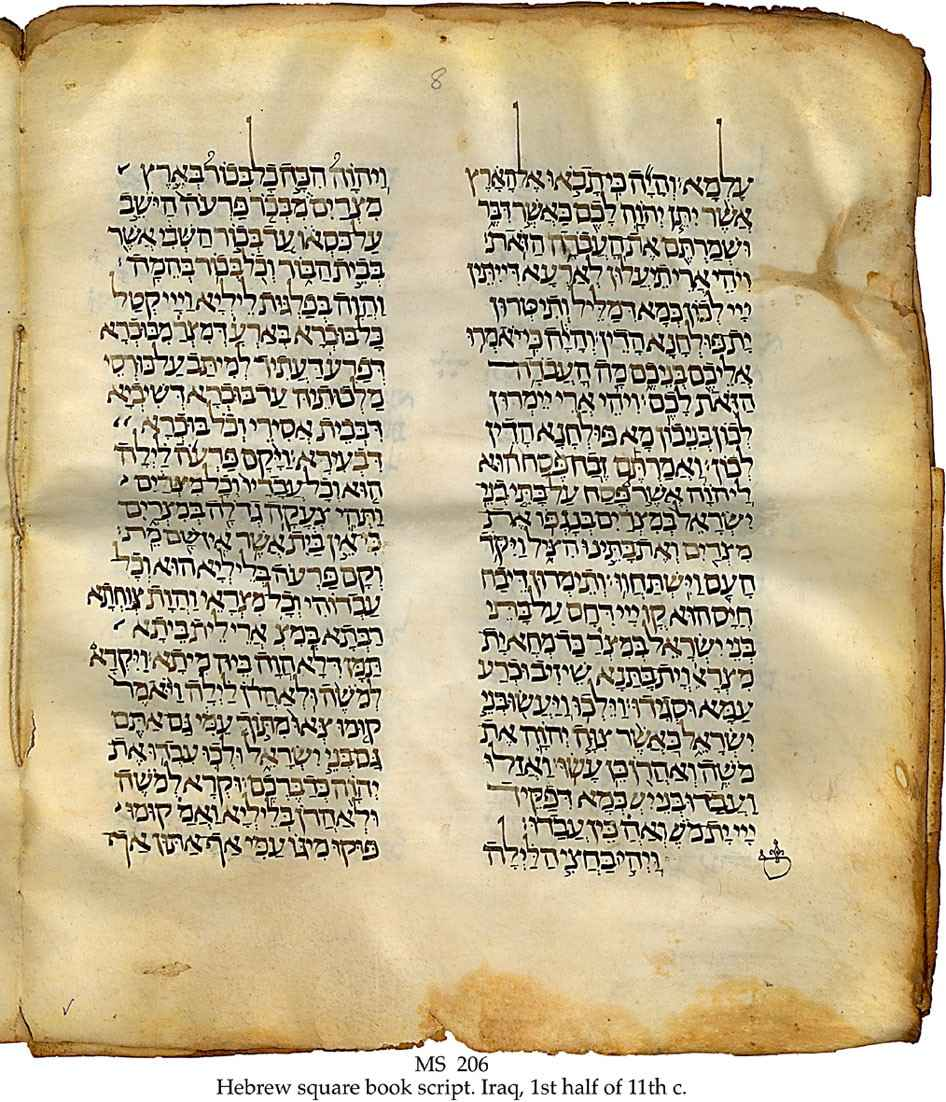
11世纪上半叶伊拉克地区《希伯来圣经》

《舊約聖經》是基督教對《聖經》全書的前一部分的常用稱呼。舊約聖經大量引用了原是猶太教主要的經籍《塔納赫》之內容。有学者认为是由巴比伦之囚时期开始直到公元前一世纪，在此段约二百四十年的时间写成，后来被基督宗教全盘收納為《聖經》全書的前部分。
伊斯兰教的《古兰经》很多内容也相同。不同的基督教教派所承認的《舊約聖經》略有不同，天主教會版本承認四十六卷；東正教會版本承認四十九卷；新教版本則為三十九卷。
《舊約聖經》通常被分类为摩西五經（又稱律法书）、历史书、诗歌智慧書和先知书四部分。舊約聖經全在耶稣诞生前寫成并集結成書，基督教認為與耶稣诞生後成書的《新约圣经》相承。

## 舊約聖經書序
| 分類             | 新教汉译   | 天主教汉译   | 英文名        | 希伯来文                          |
| ---------------- | ---------- | ------------ | ------------- | --------------------------------- |
| 摩西（梅瑟）五書 | 創世記     | 創世紀       | Genesis       |                                   |
| 摩西（梅瑟）五書 | 出埃及記   | 出谷紀       | Exodus        |                                   |
| 摩西（梅瑟）五書 | 利未記     | 肋未紀       | Leviticus     |                                   |
| 摩西（梅瑟）五書 | 民數記     | 戶籍紀       | Numbers       |                                   |
| 摩西（梅瑟）五書 | 申命記     | 申命紀       | Deuteronomy   |                                   |
| 歷史書           | 約書亞記   | 若蘇厄書     | Joshua        |                                   |
| 歷史書           | 士師記     | 民長紀       | Judges        |                                   |
| 歷史書           | 路得記     | 盧德傳       | Ruth          |                                   |
| 歷史書           | 撒母耳記上 | 撒慕爾紀上   | 1 Samuel      |                                   |
| 歷史書           | 撒母耳記下 | 撒慕爾紀下   | 2 Samuel      |                                   |
| 歷史書           | 列王紀上   | 列王紀上     | 1 Kings       |                                   |
| 歷史書           | 列王紀下   | 列王紀下     | 2 Kings       |                                   |
| 歷史書           | 歷代志上   | 編年紀上     | 1 Chronicles  |                                   |
| 歷史書           | 歷代志下   | 編年紀下     | 2 Chronicles  |                                   |
| 歷史書           | 以斯拉記   | 厄斯德拉上   | Ezra          |                                   |
| 歷史書           | 尼希米記   | 厄斯德拉下   | Nehemiah      |                                   |
| 歷史書           | 以斯帖記   | 艾斯德爾傳   | Esther        |                                   |
| 歷史書           |            | 多俾亞傳     | Tobit         |                                   |
| 歷史書           |            | 友弟德傳     | Judith        |                                   |
| 歷史書           |            | 瑪加伯上     | 1 Maccabees * |                                   |
| 歷史書           |            | 瑪加伯下     | 2 Maccabees * |                                   |
| 詩歌智慧書       | 約伯記     | 約伯傳       | Job           |                                   |
| 詩歌智慧書       | 詩篇       | 聖詠集       | Psalms        |                                   |
| 詩歌智慧書       | 箴言       | 箴言         | Proverbs      |                                   |
| 詩歌智慧書       | 傳道書     | 訓道篇       | Ecclesiastes  |                                   |
| 詩歌智慧書       | 雅歌       | 雅歌         | Song of Songs |                                   |
| 詩歌智慧書       |            | 智慧篇       | Wisdom        |                                   |
| 詩歌智慧書       |            | 德訓篇       | Bin Sirach    |                                   |
| 大先知書         | 以賽亞書   | 依撒意亞     | Isaiah        |                                   |
| 大先知書         | 耶利米書   | 耶肋米亞     | Jeremiah      |                                   |
| 大先知書         | 耶利米哀歌 | 耶肋米亚哀歌 | Lamentations  |                                   |
| 大先知書         |            | 巴路克       | Baruch        | [] 错误：{{Lang}}：无文本（帮助） |
| 大先知書         | 以西結書   | 厄則克耳     | Ezekiel       |                                   |
| 大先知書         | 但以理書   | 達尼爾       | Daniel        |                                   |
| 小先知書         | 何西阿書   | 歐瑟亞       | Hosea         |                                   |
| 小先知書         | 約珥書     | 岳厄爾       | Joel          |                                   |
| 小先知書         | 阿摩司書   | 亞毛斯       | Amos          |                                   |
| 小先知書         | 俄巴底亞書 | 亞北底亞     | Obadiah       |                                   |
| 小先知書         | 約拿書     | 約納         | Jonah         |                                   |
| 小先知書         | 彌迦書     | 米該亞       | Micah         |                                   |
| 小先知書         | 那鴻書     | 納鴻         | Nahum         |                                   |
| 小先知書         | 哈巴谷書   | 哈巴谷       | Habakkuk      |                                   |
| 小先知書         | 西番雅書   | 索福尼亞     | Zephaniah     |                                   |
| 小先知書         | 哈該書     | 哈蓋         | Haggai        |                                   |
| 小先知書         | 撒迦利亞書 | 匝加利亞     | Zechariah     |                                   |
| 小先知書         | 瑪拉基書   | 瑪拉基亞     | Malachi       |                                   |

註：東正教接受的次經比天主教多4卷。普世聖公宗會在特殊場合使用次經。

## 舊約聖經的發展

舊約聖經各書卷在 塔納赫（希伯來聖經，名稱用希伯來語書寫）和基督教聖經中的位置。以黃色顯示的 次經 和灰色顯示的 外典 不被一些主要教派接受；以紅色、橙色、綠色和藍色顯示的 原典 是所有主要教派都認為是規範的希伯來聖經書籍。

## 早期译本

### 撒馬利亞五經
有一本稱為撒馬利亞五經的譯本年代相當久遠。顧名思義，它僅包含希伯來文聖經的最初五本書，即摩西五经。它其實僅是把希伯來語的經文用撒馬利亞字母拼寫出來，而後者則是從古希伯來文發展成的。對研究當日的希伯來語經文來説，它是個有用的指針。
公元前740年，北方十支派的以色列王國被亞述帝國征服，當時亞述人把許多外族人遷入以取代被擄往外地的以色列人。當地剩下的居民和外來移民的後代便是所謂的撒馬利亞人。上述按字母直譯的譯本就是由撒馬利亞人譯成的。撒馬利亞人把自己的異教神祇帶進以色列的崇拜中，並且接納摩西五經。
有人認為他們大約在公元前第四世紀製成他們的音譯本，雖然有些學者認為這部譯本遲至公元前第二世紀才完成。當他們誦讀經文時，其實就是把希伯來語音讀出來。雖然這部譯本跟希伯來文文本有出入的地方約達6000處，其中許多差異只是無關重要的細節而已。這部譯本存留至今的手抄本很少是公元第13世紀之前的産品。

### 亞蘭语意譯本（塔古姆）
亞蘭語塔古姆一詞的原意是“解釋”或“意譯”。自尼希米的日子以后，亞蘭語成為許多散居波斯各地的猶太人的通用語言，故此在誦讀希伯來文聖經時必須同時把經文翻譯成亞蘭語。這種口語意譯經文很可能到公元第五世紀才成為目前的形式。它們雖是希伯來文聖經的意譯而非精確的譯本，卻對經文提供豐富的背景資料，因此可以幫助人決定若干艱深經文的真意。

### 希臘文《七十士譯本》
希臘文的《七十士譯本》（Septuagint，意思是“七十”）是希伯來文聖經的早期譯本中最重要的一部，也是譯自希伯來語的譯本中第一部實際用文字寫下來的譯本。這部譯本的翻譯工作始於公元前280年左右。據傳統的説法，翻譯的工作是由72位來自埃及亞歷山大的猶太學者擔任的。後來人們由於某種原因只提及70個譯者，於是譯本遂稱為《七十士譯本》。看來這部譯本是在公元前2世紀完成的。它成為操希臘語的猶太人的聖經，直到耶穌和使徒的日子均為一般人普遍採用。在基督教希臘文聖經裏，直接引錄希伯來文聖經的地方有320處，連同提及希伯來文聖經的地方也許共達890處，其中大部分都是根據《七十士譯本》的。
今日仍有相當多寫在紙莎草紙上的《七十士譯本》殘篇存留下來供人研究。這些殘篇成於基督教的早期，因此深具價值。雖然它們時常只包含幾章或幾節的經文，但卻有助於向我們披露《七十士譯本》的經文原貌。1939年在埃及發現了福阿德紙莎草紙抄本集（目錄第266號），是早至公元前1世紀寫成的。它含有創世記和申命記的片段。創世記的片段由於抄本的殘缺而不含有上帝的名字。但這名字卻在申命記的多處地方出現，以方體希伯來字母寫成，加插在希臘文的文本中。其他的紙莎草紙抄本則是公元第四世紀左右的産品，那時人們開始採用較耐久的犢皮紙，即用牛犢、小綿羊或小山羊皮精製而成的上等紙，把經文抄在其上。
上帝的名字（四字神名）也在奧利金於公元245年左右編成的《六文本合參》所收錄的《七十士譯本》中出現。在詩篇2：2的注釋中，奧利金論及《七十士譯本》説：“在最準確的抄本裡，上帝的名字以希伯來文字母寫成，但不是用現今的希伯來文‘字母’，而是用最古的希伯來文字母。”可能有肯確的證據顯示，《七十士譯本》在早期曾給人竄改過，用基里奧斯（Ky′ri·os，主）及提奧斯（The·os′，上帝）兩字取代了四字神名。可见早期的基督徒使用含有上帝聖名的手抄本，现今自不能貿然斷定他們跟從猶太人的傳統，避免讀出“上帝的名字”來。
現今仍有數以百計的希臘文《七十士譯本》犢皮紙手抄本存留下來，其中有若干本完成於公元第四至第九世紀期間。這些抄本相當重要，因為它們含有頗大量的希伯來文經書。這些手抄本稱為安色爾字體抄本，因為它們全部用較大而不相連的大寫字母抄成。其餘的則稱為小書寫體抄本，因為是用較小的草寫字體寫成。從第九世紀直至印刷術發明的時候，小書寫體或草寫字體均相當流行。第四至第五世紀傑出的安色爾字體抄本，諸如梵蒂岡抄本第1209號、西奈抄本、亞歷山大抄本等，都含有希臘文《七十士譯本》，彼此之間只有若干微小的差異。

### 《通俗拉丁文本聖經》
通俗拉丁文本聖經（又稱武加大譯本）是許多天主教譯者在翻譯聖經時所依據的母本，結果在西方基督教國産生了多種文字的譯本。《通俗拉丁文本》名称中拉丁文「瓦爾吉圖斯」（vulgatus）一字的意思是“通俗、流行”。《通俗拉丁文本》最初面世時是以當日流行的通俗拉丁文寫成，故此當時西羅馬帝國的平民百姓也能够很容易明白。譯者是聖經學者哲羅姆，較早時候他曾參照希臘文《七十士譯本》將古拉丁文的詩篇兩次加以修訂。可是他的《通俗拉丁文本聖經》直接譯自希伯來及希臘原文，因此並不是依據譯本而譯成的。哲羅姆大約於公元390年至405年間專注於將聖經從希伯來文譯成拉丁文的工作。雖然完成的版本把外典也包括在內（當時《七十士譯本》已收錄了這些書），哲羅姆卻把聖經的正典與不屬正典的經書清楚區别出來。

## 希伯來文文本
從古至今，抄寫《希伯來聖經》的人稱為文士或蘇弗令（Sofrim），這些人精心抄写托拉以保持其原貌。《新约圣经·马太福音》曾经记载，耶穌曾直斥這些以律法保管者自居的人越權行事。這些改動中比較明顯或被留意到的記載如下：

### 馬所拉學士
馬所拉把改動之處揭露出來。在基督之後的各世紀中，繼承文士職責的人稱為馬所拉學士。這些人留意到以前文士們曾改動經文的地方，於是將其逐一記錄在希伯來文文本旁邊的空白處或末了。這些邊旁的批注統稱為馬所拉。馬所拉把文士抄本中15處不尋常之點——意即在希伯來文文本內用小圓點或筆畫作標記的15個字詞或片語——列明出來。這些不尋常之點有一部分對英語的翻譯或解釋並沒有甚麽影響，但另一些卻有相當重要的影響。文士們隨從迷信的見解，因為害怕讀出耶和華的名字而擅自在134處地方把上帝的名字改為亞當尼（’Adho·nai′，主），另一些地方則改為以魯謙（’Elo·him′，神）。馬所拉把這些竄改列明出來。此外，據馬所拉的注解透露，古代的文士（蘇弗令）至少曾作了18處修訂（修改），雖然實際的修改數目看來超過此數。文士作出這些修訂的用意很可能是好的，因為原本的經文看來若非對上帝不敬便是對他的地上代表缺乏尊重。

### 輔音文本
希伯來字母沒有元音，僅由22個輔音組成。起初，讀者要憑本身對這種語言的認識而自行加上元音。希伯來文字與縮寫詞類似。甚至現代英語也有許多標準的縮寫詞僅由輔音組成。（如英文的“ltd.”是“limited”（有限）一詞的縮寫詞）希伯來語由一系列僅含有輔音的字詞所組成。因此，“輔音文本”的意思就是指完全不含有元音音標的希伯來文文本。希伯來文聖經手抄本的輔音文本約於公元第一至第二世紀之間成為固定形式，雖然在此之後含有不同文本的手抄本仍流傳一段時候。文本固定了之後，就無需像以前的文士一般再作任何改動了。

### 馬所拉文本
在公元第一個千年的後半期，馬所拉學士（希伯來文ba·`aleh′ ham·ma·soh·rah′，巴阿里·哈馬所拉，意思是“傳統的大師”）設計出一種包括元音點和重音符號的音標系統。這些寫下來的音標可以幫助人把元音讀出來，但以前各字的讀音則是憑口頭傳統去傳授的。馬所拉學士對文本完全不作任何改動，但在他們認為適當的時候在馬所拉中記下邊旁批注。他們小心翼翼地力求保全文本的原貌。除此之外，他們在馬所拉中指出文本的特殊之處，並且提出他們認為必需的正確文句。
曾有三個不同的馬所拉學派致力於發展輔音文本的注音和重音符號工作，他們分别是：巴比倫派、巴勒斯坦派和提比哩亞派。現今希伯來文聖經的印刷版本所含的乃是馬所拉文本，所採用的音標系統則屬於提比哩亞派。這個音標系統是由提比哩亞（加利利海西岸的一個城市）的馬所拉學士發展成的。《新世界譯本》的腳注曾多次參引馬所拉文本（符號M）及其邊旁批注馬所拉（符號M，margin）。
巴勒斯坦派把元音符號置於輔音上方，只有少數這樣的手抄本流傳至今，由此可見這種音標制度並不完善。巴比倫派的音標制度也同樣把元音點置於字的上方。一部採用巴比倫派音標制度的手抄本是成於公元916年的彼得斯堡先知書册式抄本，現今收藏在俄罗斯的列寧格勒公共圖書館裏。這部册式手抄本含有以賽亞書、耶利米書、以西結書和眾“小”先知書，並附有邊旁批注（馬所拉）。學者們曾仔細查閲這部抄本，並將其與提比哩亞文本作過比較。雖然這部抄本採用寫在字上方的音標制度，它在輔音文本及其元音和馬所拉方面卻其實跟從提比哩亞文本。大英博物館藏有一部巴比倫派文本的摩西五經，學者發覺它的內容與提比哩亞文本大致相同。

### 死海書卷
1947年在死海地帶希比特庫姆蘭的一個洞穴裏，有人發現了第一卷《以賽亞書》、其他的聖經書卷以及若干不屬聖經的書卷。不久之後，有關方面把這份保持完好的以賽亞書卷（1QIsa）全部影印出來供學者研究。學者相信這書卷寫成於公元前第二世紀的末了。而研究发现一份希伯來文手抄本較現存最古老的馬所拉文本的以賽亞書早了一千年。在庫姆蘭的其他洞穴內進一步發現了超過170份書卷的殘篇，除了以斯帖記之外，整部希伯來文聖經的各書均包括在內。對這些書卷所作的研究現今仍在進行中。
一位學者指出，他對一份重要的死海詩篇書卷中詩篇第119篇所作的校勘透露，它在文字方面跟馬所拉文本的詩篇第119篇幾乎完全吻合。論到詩篇書卷，桑德斯(J. A. Sanders)教授指出：“大部分［差異］屬於拼字方面，這些差異惟獨對研究古希伯來字發音及類似問題的學者才重要。”這些傑出的古代手抄本的其他例證表明，在大多數事例上均沒有任何重大差異。雖然以賽亞書卷在拼音和文法結構方面含有若干差異，但對聖經的教義卻沒有絲毫影響。
希伯來文聖經的幾個主要流傳管道主要來説，包括：撒馬利亞五經、阿拉米文意譯本（塔古姆）、希臘文《七十人譯本》、提比哩亞希伯來文文本、巴勒斯坦希伯來文文本、巴比倫希伯來文文本、死海書卷的希伯來文文本。對這些不同的文本作過一番研究和比較之後，基本可以確信经过20多个世纪的流传，希伯來文聖經在基本上仍保存着原貌。

## 当前的希伯来文版本
直至19世紀，希伯來文聖經的標準印刷版本是1524－1525年出版的海依姆（Jacob ben Chayyim）第二拉比聖經。到18世紀，學者們才開始提倡希伯來文文本的校勘工作。
- 1776－1780年，肯尼科特（Benjamin Kennicott）在牛津出版了根據600多份希伯來文手抄本編定而成的異文本。
- 1784－1798年間，意大利學者迪·羅西（J. B. de Rossi）在帕爾馬出版了另外800多部抄本的各種異文。
- 德國的希伯來語學者貝爾（S. Baer）也出版了一部經文母本。
- 較近期，金斯伯格（C. D. Ginsburg）经过多年工作，編纂了一部供校勘之用的希伯來文聖經母本。這部母本於1894年面世，在1926年出版最後修訂版。
- 羅瑟拉姆（Joseph Rotherham）根據1894年版的金斯伯格文本於1902年出版了稱為《點要本聖經》的英文譯本，馬戈利斯（Max L. Margolis）教授與他的同事則採用金斯伯格和貝爾的文本於1917年出版了他們所譯的希伯來文聖經。
- 1906年，希伯來語學者基特爾（Rudolf Kittel）在德國出版了他的精練希伯來文文本的初版，稱為《希伯來文聖經精練文本》（後來刊印第二版）。基特爾在這本書裏列出詳盡的腳注供人作校勘經文之用，並把當時已面世的多部馬所拉文本的希伯來文手抄本加以校勘或比較。他採用受人普遍接受的海依姆文本為藍本。後來，時日久遠得多而較優越的本·阿謝爾（Ben Asher）馬所拉文本發表出來（這部文本是大約在第10世紀加以標準化的），基特爾便着手編纂一部嶄新的《希伯來文聖經精練文本》第三版。編纂的工作直到他死後才由他的同工合力完成。

基特爾文本把馬所拉的邊旁批注全部輯錄起來，而馬所拉則把基督教之前文士們在經文方面所作的許多竄改羅列出來。

### 引用
1. ↑  Insight on the Scriptures, Vol. 2, page 9.
2. ↑  参看马太福音23:2、23:13。
3. ↑  Reference Bible, appendix 2A, “Extraordinary Points.”
4. ↑  Reference Bible, appendix 1B, “Scribal Changes Involving the Divine Name.”
5. ↑  Reference Bible, appendix 2B, “Emendations (Corrections) of the Sopherim.”
6. ↑  Insight on the Scriptures, Vol. 1, page 322.
7. ↑  The Dead Sea Psalms Scroll, 1967, J. A. Sanders, page 15.

## 延伸閱讀
- Anderson, Bernhard. Understanding the Old Testament. ISBN 0-13-948399-3
- Bahnsen, Greg, et al., Five Views on Law and Gospel (Grand Rapids: Zondervan, 1993).
- Berkowitz, Ariel; Berkowitz, D'vorah,  4th, Shoreshim, 2004, ISBN 0-9752914-0-8.
- Dever, William G., , Grand Rapids, MI: William B Eerdmans, 2003, ISBN 0-8028-0975-8.
- von Rad, Gerhard,  [Theology of the Old Testament], Band 1–2, Munich: Auflage, 1982–1984 （德语）.
- Hill, Andrew; Walton, John,  2nd, Grand Rapids: Zondervan, 2000, ISBN 0-310-22903-0.
- Kuntz, John Kenneth, , Harper & Row, 1974, ISBN 0-06-043822-3.
- Lancaster, D Thomas, , Littleton \ publisher = First Fruits of Zion, 2005.
- Papadaki-Oekland, Stella, , ISBN 978-2-503-53232-5.
- Rouvière, Jean-Marc,  [Brief meditations on the creation of the World], Paris: L'Harmattan, 2006 （法语）.
- Salibi, Kamal, , London: Jonathan Cape, 1985, ISBN 0-224-02830-8.
- Schmid, Konrad, , Minneapolis: Fortress, 2012, ISBN 978-0-8006-9775-4.
- Silberman, Neil A;  et al,  (hardback), New York: Simon & Schuster, 2003, ISBN 0-684-86912-8, ISBN 0-684-86913-6 (paperback).
- Sprinkle, Joseph ‘Joe’ M,  (clothbound), Lanham, MD: University Press of America, 2006, ISBN 0-7618-3371-4 and ISBN 0-7618-3372-2 (paperback).

## 外部連結
- , , Church Fathers,   [2016-05-24], （原始内容存档于2016-05-17）.
- ,   [2016-05-24], （原始内容存档于2019-08-16）.  旧约（和新约）的全文，包括完整的罗马和东正教天主教教规.
- , , La feuille d’Olivier, （原始内容存档于2010-12-07）.  Protestant Old Testament on a single page.
- , , CA: Tyndale Seminary,   [2016-05-24], （原始内容存档于2019-08-28）.  Extensive online OT resources (incl. commentaries).
- ,  (video) (lectures), Yale University, 2011-11-30  [2016-05-24], （原始内容存档于2021-03-17）.
- , X10 host,   [2016-05-24], （原始内容存档于2019-08-02）: Old Testament stories and commentary.
- (PDF), LDS,   [2016-05-24], （原始内容存档 (PDF)于2012-10-26）.
- (parallel Bible),   [2016-05-24], （原始内容存档于2019-05-25） – Biblia Hebraica Stuttgartensia and the King James Version.
- 基督教文藝出版社藏書 （页面存档备份，存于）香港浸會大學圖書館 華人基督教文獻保存計劃
- 思高聖經學會藏書 （页面存档备份，存于）香港浸會大學圖書館 華人基督教文獻保存計劃
- 和合本圣经电子版——“圣经说”网站提供 （页面存档备份，存于）